# Љесењице
Љесењице (слч. Lesenice) насељено је мјесто са административним статусом сеоске општине (слч. obec) у округу Вељки Кртиш, у Банскобистричком крају, Словачка Република.

## Становништво
| Година:    | 1994. | 2004.   | 2014.   | 2024.   |
| ---------- | ----- | ------- | ------- | ------- |
| Број људи: | 537   | 538     | 511     | 485     |
| Разлика:   |       | +0,18 % | -5,01 % | -5,08 % |

| Година:    | 2023. | 2024.   |
| ---------- | ----- | ------- |
| Број људи: | 484   | 485     |
| Разлика:   |       | +0,20 % |

Према подацима о броју становника из 2011. године насеље је имало 522 становника.